# Спирано
Спирано (итал. Spirano) — коммуна в Италии, располагается в регионе Ломбардия, подчиняется административному центру Бергамо.
Население составляет 5365 человек, плотность населения составляет 491 чел./км². Занимает площадь 9.46 км². Почтовый индекс — 24050. Телефонный код — 035.
Покровителями коммуны почитаются святые Гервасий и Протасий, празднование в четвёртое воскресение сентября.